# Cronartium flaccidum
Cronartium flaccidum (roya vesicular del pino) es un hongo del orden Pucciniales.
Se trata de un roya muy severa, que tiene como hospedantes al pino silvestre (Pinus sylvestris) y pino carrasco (Pinus halepensis). Las alteraciones que produce tras su colonización son malformaciones y anillamientos que determinan la muerte de toda la parte de la rama que está situada por encima de la zona lesionada. Los extremos de las copas o el árbol entero acaban muriéndose al cabo del tiempo por consecuencia de las infecciones sistémicas que se han ido extendiendo desde las ramas hasta el tronco. 
Los pinos son más susceptibles a la enfermedad hasta los 20 años, y más tarde cuando ya son muy viejos. 

## Síntomas y signos de la enfermedad
Los primeros síntomas de la enfermedad son pequeñas exudaciones de savia (picnios) y tras uno o dos años aparecen unas vesículas muy características de color anaranjado (ecidios) saliendo de la corteza del pino. Se pueden observar deprendimientos de corteza, flaccidez de las acículas e hipertrofia de la rama afectada, que termina por morirse.
El Cronartium flaccidum tiene un hospedador alternativo como el Vincetosicum officinale, que es el más frecuente, aunque también puede colonizar a Paeonia spp. o Gentiana sp., entre otros. En estos hospedadores es donde se forman los cuerpos fructíferos denominados telios y uredios (donde se formarán las esporas sexuales tardías al final del verano y permanecerán en estado latente hasta primavera). Los uredios presentan un aspecto pulverulento y de color naranja vivo, y los telios presentan la forma de cornículos de color ferruginoso.
Esta roya es muy fácil de confundir con Endocronartium pini (= Peridermium pini).

## Prevención de la enfermedad
Hay una serie de medidas que ayudan a prevenir la enfermedad:
- No plantar pinos o especies susceptibles cerca de las herbáceas que portan la enfermedad.
- Desinfectar siempre las herramientas.
- Quemar o sacar del monte los restos.

## Erradicación de la enfermedad
Las medidas empleadas para la erradicación del hongo son:
- Cortar las ramas infectadas de manera que se evite la propagación del hongo.
- Cortar el árbol cuando los ceomas sean naranjas, ya que es cuando aún no se han diseminado las esporas.
- Eliminar las herbáceas complementarias.